# Islam a Cap Verd
L'islam a Cap Verd és una religió minoritària amb una comunitat petita però creixent. La majoria dels musulmans són immigrants del Senegal i altres països veïns.
Segons A Semana, els musulmans de Cap Verd celebren el naixement del profeta arreu del país.